# Biserica Sfântul Adalbert din Baraolt
Biserica romano-catolică „Sf. Adalbert” din Baraolt este un ansamblu de monumente istorice aflat pe teritoriul orașului Baraolt.
Ansamblul este format din următoarele monumente:
- Biserica romano-catolică "Sf. Adalbert" (cod LMI CV-II-m-A-13132.01)
- Zid de incintă, cu turn-clopotniță (cod LMI CV-II-m-A-13132.02)